# ГШ-23
ГШ-23 (ТКБ-613) (Індекс ГРАУ — 9-А-472, ГШ-23Л — 9-А-472-01, −02, −03 в залежності від варіанту установки локалізаторів) — двоствольна авіаційна гармата, призначена для оснащення рухомих і нерухомих гарматних установок літаків МіГ-21, МіГ-23, Як-28, Як-130, Су-7Б, Су-15, Су-17, Су-25, Іл-76М, Ту-22М, Як -38, Ан-72П, Ту-95МС, Ту-142МЗ / МР, L-39ZA і вертольотів Ка-25Ф, Ка-29, Мі-24ВМ, Мі-35М, Мі-8МТВ.
Гармата розроблена в ВАТ «Конструкторське бюро приладобудування» (м. Тула) і поступила на озброєння в 1965 році. Виробництвом гармати ГШ-23 займається ВАТ «Завод імені В. А. Дегтярьова» (м. Ковров).
Конструктивно ГШ-23 виконана за схемою двоствольної гармати Гаста.

## Опис

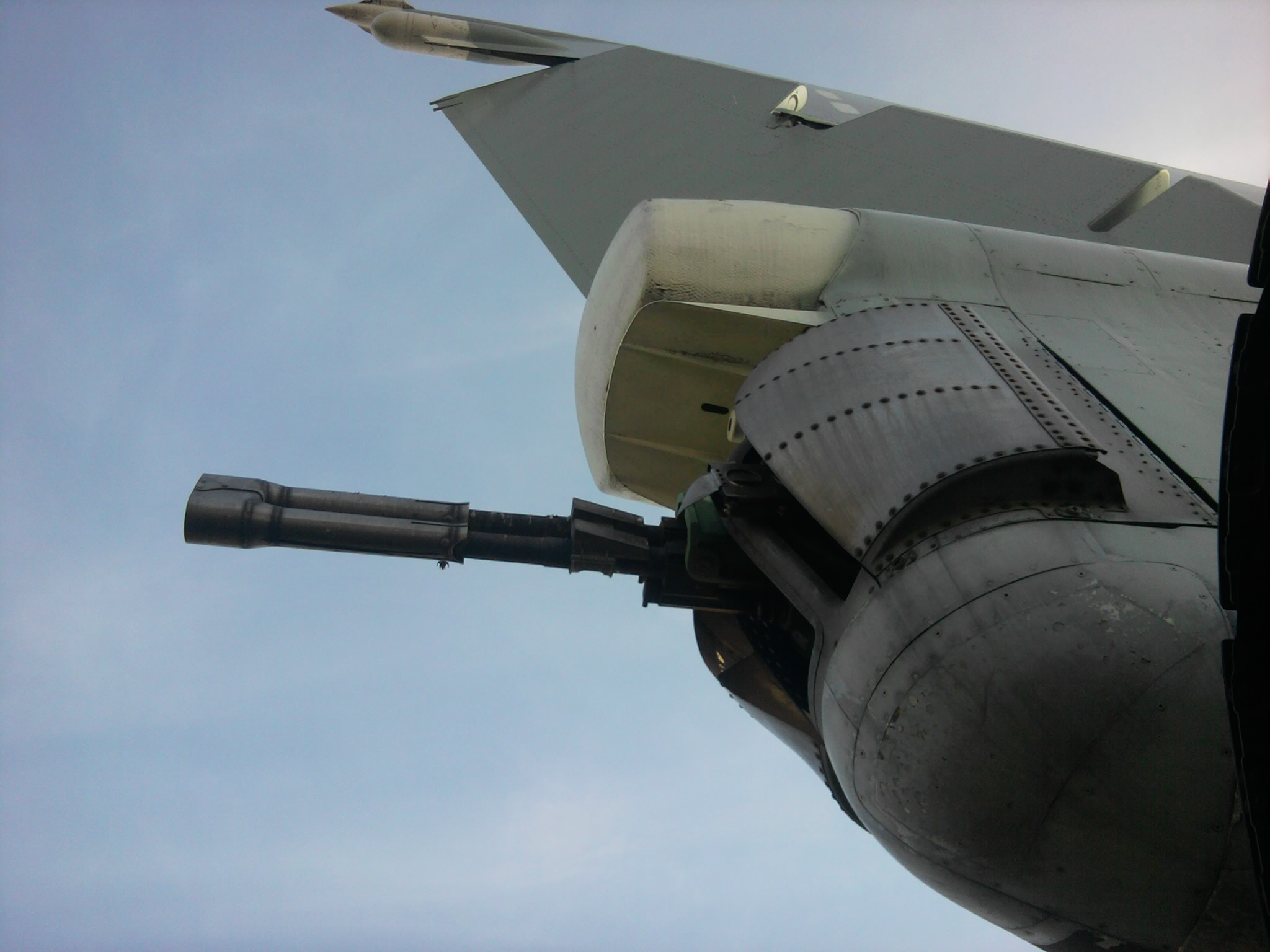
ГШ-23 у кормовій вогневій установці Ту-22М. На стволи гармати надітий теплоізоляційний кожух.

Гармата ГШ-23 була розроблена під керівництвом головного конструктора В. Грязева і начальника відділу А. Шипунова під патрони до гармати АМ-23 калібру 23 × 115 мм.
Перший макетний зразок гармати був зібраний в НДІ-61 наприкінці 1954 г. Після безлічі технологічних і конструктивних змін (тільки ударно-спусковий механізм гармати змінювався радикально п'ять разів) і кропіткого п'ятирічного доопрацювання ГШ-23, в 1959 році було прийнято рішення про її запуск у виробництво. Перші серійні зразки гармати показали низьку живучість, що потребувало провести ряд доробок конструкції. Офіційно ГШ-23 прийнята на озброєння в 1965 році.
У цій гарматі в одному кожусі встановлювалися два ствола і розміщувалися механізми, що забезпечують почергове їх заряджання. Автоматика зброї приводилася в рух газовідвідним двигуном, в який порохові гази надходили при пострілах то з одного, то з іншого ствола. Загальний агрегат робив подачу патронів з однієї патронної стрічки. Замість популярних раніше рейкових систем подачі в пристрої ГШ-23 застосували шестерний привід із зірочкою, яка протягала патронну стрічку. Кожен стволи мав свої вузли зниження патрона із стрічки в патронник, його досилання, замикання і екстракції гільзи. Механізми одного ствола були кінематично пов'язані з механізмами іншого ствола за допомогою важелів-коромисел, чергуючи роботу вузлів і подачу між двома блоками: замикання ствола одного доводилося на відмикання іншого, викид гільзи — на досилання патрона в сусідньому. Така схема дозволила дещо спростити кінематику, оскільки повзуни при відкаті і накаті рухалися лінійно, тільки вперед і назад, а їх переміщення здійснювалося примусово впливом газових поршнів, без будь-яких зворотних пружин, на відміну від того ж автомата Калашникова. Завдяки цьому вдалося домогтися гарної динамічної врівноваженості автоматики в напрямку відкату і реалізувати високу надійність роботи системи.

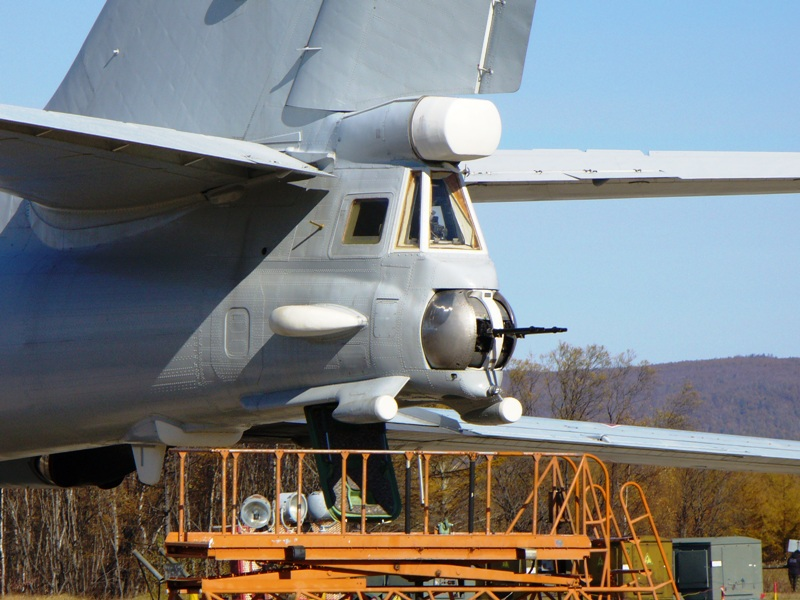
Корма Ту-142МЗ, кабіна КОУ і уніфікована установка з парою гармат ГШ-23

Ще одним нововведенням стало впровадження піротехнічної перезарядки гармати замість звичної пневмо-перезарядки, яка пересмикує затвор подачею стисненого повітря в разі осічки, затримки або інших відмов. Повітря високого тиску виступало при цьому в ролі «штатних» порохових газів в гарматах з газовідводом або подавалося в спеціальний механізм перезарядки в системах з відкотом ствола, що забезпечувало дію кінематики.
По суті, ГШ-23 виглядала як дві гармати, об'єднані в один блок, які мали пов'язаний механізм автоматики, де «половинки» працюють один на одного, виконуючи накат затвора однієї з них за рахунок енергії порохових газів при відкаті сусіднього. Таке з'єднання дозволило отримати виграш у вазі і габаритах зброї в порівнянні з двома непов'язаними гарматами, так як ряд вузлів і механізмів були загальними для обох стволів, які входили в систему. Спільними були кожух (ствольна коробка), механізм подачі і стрільби, електроспуск, амортизатор і механізм перезарядження. Наявність двох стволів вирішило проблему їх живучості при досить високому загальному темпі стрільби, оскільки інтенсивність стрільби з кожного ствола зменшувалася вдвічі і, отже, знижувався знос стволів. Крім того, живучість кожного ствола, яка визначається кількістю зроблених з неї пострілів, могла бути в 2 рази менша, ніж загальна живучості гармати. Наприклад, при загальній гарантійній живучості гармати ГШ-23 в 8000 пострілів з кожного ствола проводилося тільки 4000 пострілів.
Особливості та переваги двоствольної схеми автоматичної зброї в поєднанні з безударним досиланням патрона дозволили збільшити темп стрільби гармати ГШ-23 в порівнянні з АМ-23 при незначному збільшенні ваги зброї (всього на 3 кг). Досягнутий темп стрільби в 10000 постр./хв істотно перевищував можливості колишніх систем. Завдяки новим конструкційним матеріалам і раціональним рішенням у будові агрегатів вдалося поліпшити також експлуатаційні властивості системи та спростити роботу з озброєнням: якщо перебирання і чистку з повним розбиранням гармат НР-30 було потрібно проводити після кожних 500 пострілів, то регламентом технічного обслуговування для ГШ-23 дозволялося виконувати ці процедури після настрілу у 2000 пострілів. Після 500—600 пострілів гармату ГШ-23 можна не розбирати для обслуговування, а обмежитися тільки промиванням і змащуванням окремих деталей — газових поршнів, стволів і приймача. Ланки патронної стрічки ГШ-23, посилені в порівнянні з тими які застосовувалися на АМ-23, допускали їх використання до п'яти разів поспіль.
Дальність ефективної стрільби ГШ-23 становить 2 км. Гармата характеризується високим темпом стрільби, що, в поєднанні з рухливістю, підвищує ефективність ураження повітряних цілей в кілька разів у порівнянні навіть з більш великокаліберною гарматою ГШ-2-30. Вважається, що ефективність вогню по наземних цілях ГШ-23 вище, ніж ГШ-2-30. Висока початкова швидкість і велика маса снаряда дозволяє впевнено вражати середньоброньовані наземні і повітряні цілі на середніх і близьких дистанціях.
На відміну від базової гармати ГШ-23, більш поширений її варіант ГШ-23Л оснащений локалізатори, які служать для спрямованого відводу порохових газів і зменшення зусилля віддачі.
Першим літаком, на якому була використана гармата, став МіГ-21. ГШ-23Л розміщувалася в контейнері ГП-9 в центрі під фюзеляжем, боєкомплект 200 патронів. Крім стаціонарного розміщення, гармата використовується в підвісному контейнері УПК-23-250, СППУ-22, СНПУ, ВСПУ-36.

## Оператори
Крім Росії і країн СНД, гармата експлуатується в Афганістані, Алжирі, Бангладеш, Болгарії, Кубі, Чехії, Ефіопії, Гані, Угорщини, Нігерії, Польщі, Румунії, Сирії, Таїланді, В'єтнамі, Сербії, Чорногорії, Бразилії.
- СРСР
- В'єтнам
- Чехія
- Сирія
- Росія
- Пакистан
- Ефіопія
- Таїланд
- СНД
- Афганістан
- Гана
- Україна
- КНР
- Алжир
- Угорщина
- Чорногорія
- Індія
- Бангладеш
- Нігерія
- Бразилія
- Сербія
- Болгарія
- Польща
- Ірак
- Куба
- Румунія

## Варіанти
- ГШ-23 (9А-472) — базовий виріб
- ГШ-23Б — з рідинним охолодженням
- ГШ-23В — з рідинним охолодженням вертолітний
- ГШ-23Л1 (9-А-472-02) — з локалізаторами для відводу порохових газів і зменшенням віддачі, довжина блоку стволів збільшена до 1537 мм
- ГШ-23Л2 (9-А-472-02)
- ГШ-23Л3 (9-А-472-03)
- ГШ-23Я — модифікація для Як-28
- ГШ-23М — з укороченим блоком стволів і підвищеним до 4000 постр/хв темпом стрільби.

### Україна
В Україні були спроби встановлення ГШ-23 на бронетехніку, зокрема, на танк Т-64Е та бойовий модуль «Тайпан». Втім, ці вироби не набули поширення. 